# 야마하 MT-10
야마하 MT-10(영어: Yamaha MT-10)은 일본의 모터사이클 제조업체인 야마하 발동기에서 2016년부터 생산 중인 MT 시리즈에 해당되는 모터사이클이다.